# Moravské Záhoří

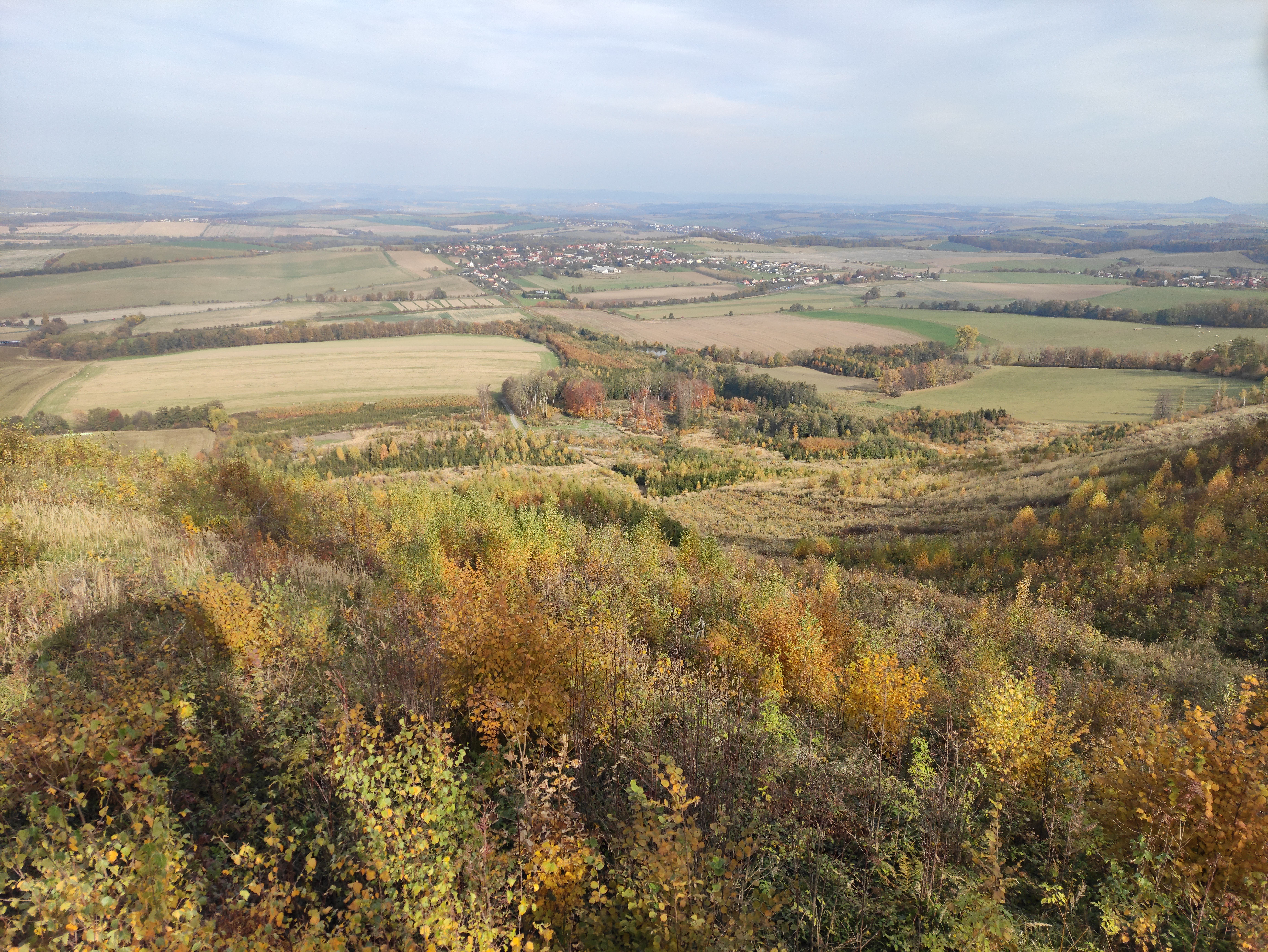
Výhled z rozhledny na vrcholu Kunovická hůrka směrem na Kunovice a Kelč

Záhoří, pro upřesnění (a odlišení od jiných Záhoří) často nazývané též Moravské Záhoří nebo Hostýnské Záhoří či Lipenské nebo Lipnické Záhoří, je národopisný region na východní Moravě, který se nachází na pomezí Valašska a Hané v severním podhůří Hostýnských vrchů. V této přechodné oblasti se mísí vlivy jak hanácké, tak valašské. Záhoří má vůči těmto oblastem specifický kroj, nářečí i lidovou architekturu. Na rozdíl od tradičně pasteveckých Valachů jsou obyvatelé orientováni spíše na rostlinnou výrobu. Kraj je typicky venkovský. Tvoří ho více než 30 obcí, jediným městem v oblasti je Kelč. Zeměpisně se jedná o východní část Kelčské pahorkatiny, na povodí Moštěnky a Juhyně. Administrativně se jedná o vnitřní periferii na pomezí krajů Olomouckého (okres Přerov) a Zlínského (okresy Kroměříž a Vsetín). Jeho obyvateli jsou Záhořané, konkrétněji to mohou být například Záhořané Moravští, Hostýnští, Lipenští nebo Lipničtí.

## Území
Vymezení území, na kterém Záhoří leží, je komplikované a nejednotné, vychází především z vymezení oblastí okolních. V úzkém smyslu bývá Záhoří zhruba ohraničeno linií Komárno – Bystřice pod Hostýnem – Lipová – Žákovice – Malhotice – Rouské – Němetice – Police. V širším smyslu se jedná o oblast mezi městy Valašské Meziříčí, Lipník nad Bečvou, Přerov a Bystřice pod Hostýnem. Pomyslným střediskem Záhoří jsou Všechovice či Soběchleby, případně Kelč. V prvním čísle Záhorské kroniky se můžeme o oblasti Záhoří dočíst: "Od úpatí sv. Hostýna a Javorníka rozkládá se na sever až k Bečvě pahorkatina, posetá zámožnými osadami, a říká se jí – Záhoří. – Je to předsíň Valašska."

## Dějiny a specifika
Výzkumu historie, etnografickému popisu a zachycení místních pohádek, pověstí a zvyků se věnoval kněz František Přikryl, který v letech 1887–1901 působil jako kooperátor v Soběchlebích a následně v letech 1901–1912 jako farář v nedalekém Týně nad Bečvou. V roce 1891 založil Záhorskou kroniku, „vlastivědný sborník Záhoří a Pobečví“. Právě Záhorskou kroniku v roce 1925 převzal Antonín Frel, který ji, vyjma vynucené přestávky v letech 1941-46, vydával až do roku 1950. V průběhu jeho redakce se v Záhorské kronice objevovali články různého druhu týkající se zejména Záhoří a blízkého okolí.
O zdejším průběhu poválečných změn a násilné kolektivizace v 50. letech podal svědectví kelčský rodák Vojtěch Jasný ve svém filmovém díle Všichni dobří rodáci.